# 21. etape af Tour de France 2021
21. etape af Tour de France 2021 er et linjeløb, som ender på  Avenue des Champs-Élysées i centrum af Paris den 18. juli 2021. Det er sidste etape og afslutningen på løbet siden starten 26. juni.